# Vila Viçosa
Vila Viçosa est une petite ville d'Alentejo, au Portugal. Son importance historique vient du fait d'avoir été depuis le XVIe siècle le siège de la maison ducale, puis royale de Bragance.
Depuis la chute de la monarchie en 1910, Vila Viçosa n'est plus qu'une ville-musée animée par quelques activités artisanales et l'exploitation de carrières de marbre alentour.

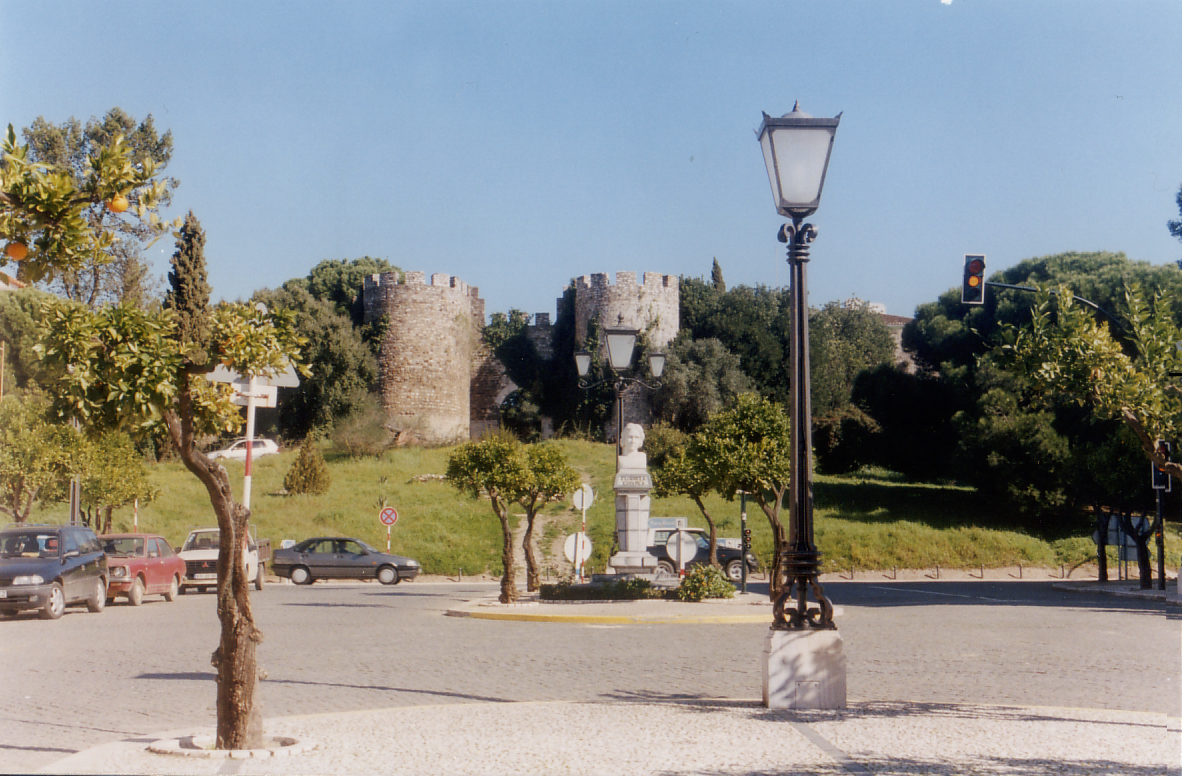
Chateau fort de Vila Viçosa

Elle est renommée par son palais Renaissance, construit par Jacques Ier de Bragance au XVIe siècle, à son retour de la prise de Azemmour, au Maroc Portugais ; par ses couvents, son petit château fort qui tout seul résista en 1665 au siège de l'armée d'invasion castillane du marquis de Caracena, et par le panthéon de la maison de Bragance, où sont encore inhumés de nos jours les ducs de Bragance, chefs de la Maison royale du Portugal. Il y a en réalité deux panthéons, le Panthéon des Ducs et le Panthéon des Duchesses.

## Notre Dame de la Conception de Vila Viçosa, Patronne et Reine de Portugal

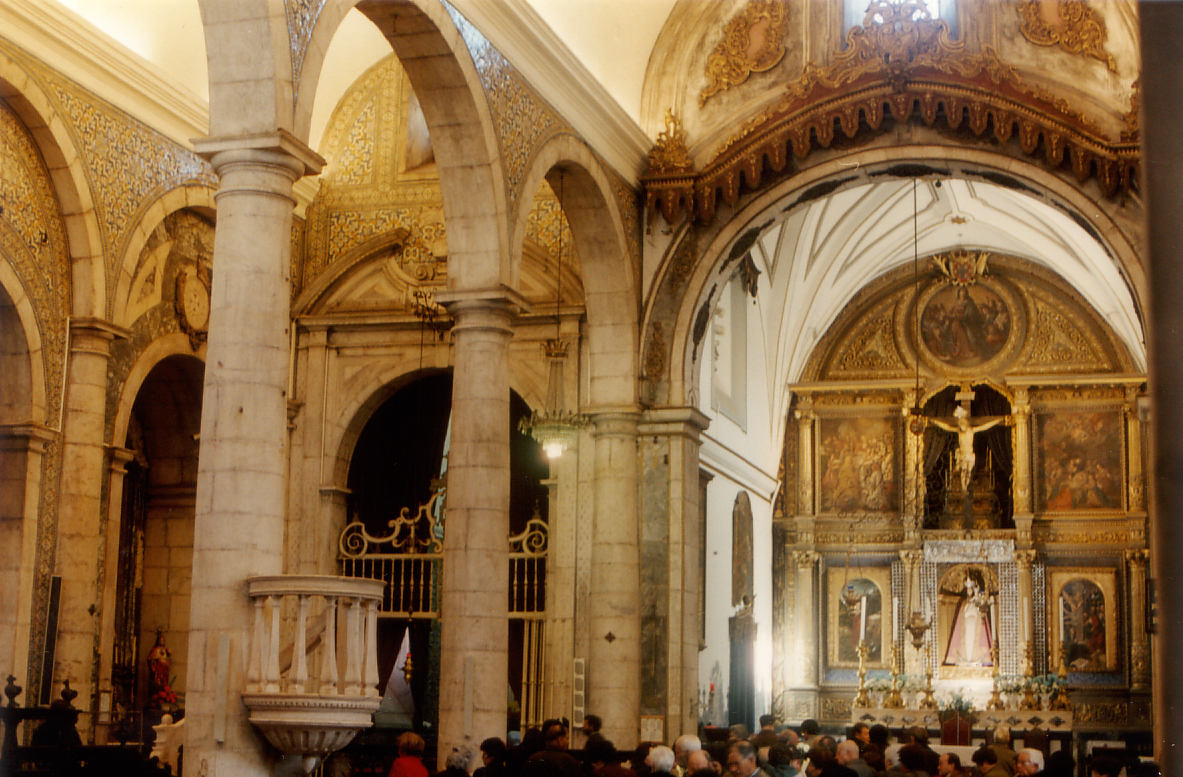
Igreja de Nossa Senhora da Conceição de Vila Viçosa, siège de l'Ordre Militaire de Notre Dame de la Conception de Vila Viçosa, Patronne et Reine du Portugal

À Vila Viçosa est aussi l'église de Notre Dame de Conception (igreja de Nossa Senhora da Conceição), qui a joué un rôle important dans l'histoire portugaise. En montant au trône, Jean IV de Portugal a officiellement consacré le royaume en cette église à Notre-Dame de la Conception, qui est devenue officiellement la Patronne et la Reine de Portugal. À noter que le Portugal était consacré depuis toujours à la Vierge, Jean Ier l'avait consacré à Nossa Senhora de Oliveira (Notre Dame de l'Olivier), à Guimarães, après sa victoire à Aljubarrota, et avant lui la dévotion était à Sainte Marie tout court, le nom donné à la Vierge Marie au Moyen Âge. Ce qui changea donc fut l'invocation de celle-ci.

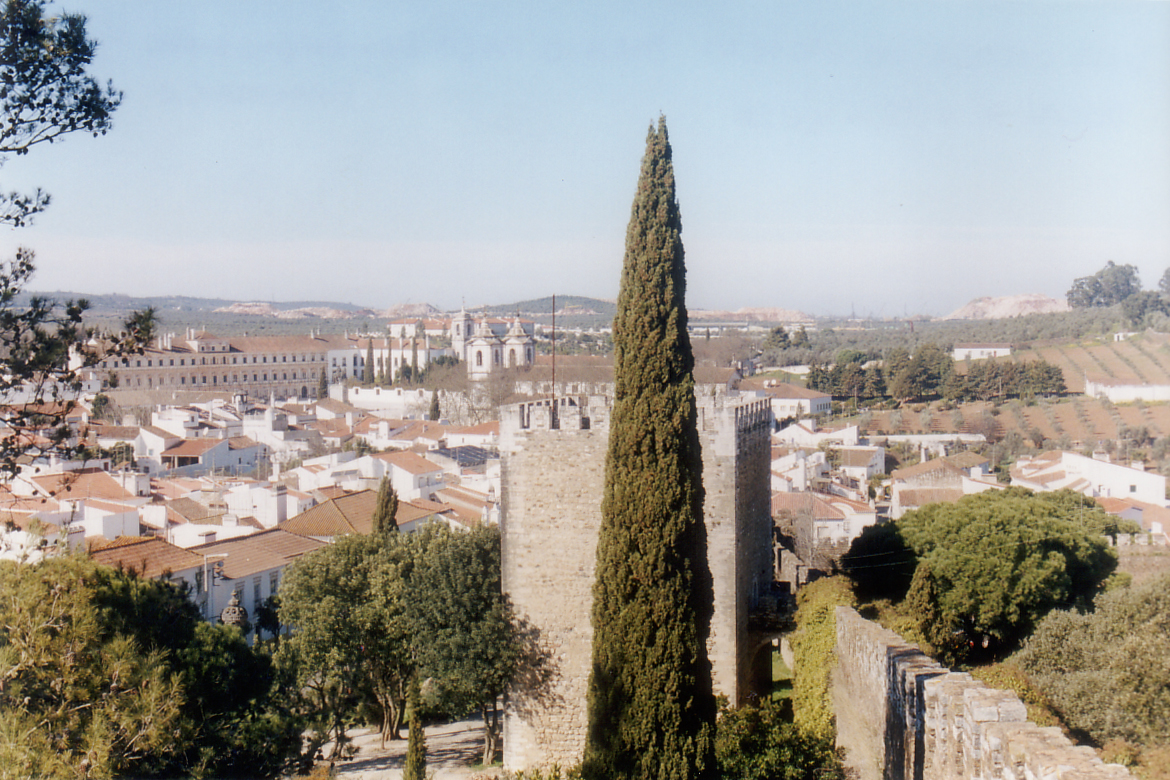
la ville et le Palais Ducal vus du château fort

De ce fait, les rois Bragance n'ont jamais porté la couronne sur leur tête, mais se limitaient à l'avoir à leur côté lors des grandes cérémonies d'État. Avec eux l'archange Michel, dit Archange du Portugal, disparait de l'iconographie officielle pour donner place à la Conception, dont le mystère et le dogme était l'objet de leur dévotion particulière.

## Ordre de Notre-Dame de l'Immaculée Conception de Vila Viçosa
Après une autre victoire historique, l'expulsion des troupes franco-espagnoles d'invasion du Portugal en 1808, le roi Jean VI de Portugal et Brésil, à la cour de Rio de Janeiro, créa l'Ordre de Notre-Dame de l'Immaculée Conception de Vila Viçosa, ordre dynastique très sélectif, qui demeure un ordre privé des actuels ducs de Bragance, avec les grades de grand-croix, commandeur et chevalier.
Les récipiendaires reçoivent leur grade et leur investiture des mains du chef de la Maison royale du Portugal, le Duc de Bragance, à l'église de Conception à Vila Viçosa, chaque 8 décembre, fête de Notre Dame de la Conception et jour férié au Portugal. Les insignes de l'Ordre de la Conception (Ordem da Conceição) ont été dessinées par le français Jean-Baptiste Debret, au service de la cour à Rio.

## Freguesias
- Bencatel
- Ciladas
- Conceição (Vila Viçosa)
- Pardais
- São Bartolomeu (Vila Viçosa)